# Пан'європейська ідентичність
Пан'європейська ідентичність — це відчуття особистої ідентифікації з Європою в культурному чи політичному сенсі. Концепція обговорюється в контексті європейської інтеграції, історично у зв'язку з гіпотетичними пропозиціями, але з моменту утворення Європейського Союзу (ЄУ) в 1990-х роках все частіше щодо проєкту постійно зростаючої федералізації ЄУ. Взірцем «загальноєвропейського» союзу є імперія Каролінгів, яка об’єднала «Європу» у розумінні латинського християнства. Оригінальна пропозиція про Паневропейський союз була зроблена в 1922 році Річардом фон Куденгове-Калергі. Термін "загальноєвропейський" слід розуміти не як посилання на сучасне географічне визначення континенту Європи, а в історичному розумінні західних частин континентальної Європи, що мають спільну історію латинського християнства, імперії Каролінгів та раннього періоду. сучасна імперія Габсбургів. Куденхов-Калергі розглядав загальноєвропейську державу як майбутню "п'яту велику державу", явно протидіючи Радянському Союзу, "Азії", Великій Британії та США (як такі, явно виключаючи як Британські острови, так і Східну Європу зі свого поняття "загальноєвропейський"). 
Після 1945 року прискорений процес європейської інтеграції завершився утворенням Європейського Союзу (ЄУ) у 1993 році. У період з 1995 – 2020 рік ЄУ було розширено з 12 до 27 держав-членів, що значно перевищує територію, спочатку передбачену для "загальноєвропейської" держави Куденгове-Калергі (за винятком Швейцарії). для населення приблизно 510 мільйонів, або двох третин населення всього континенту. У 1990-х - 2000-х роках відбувся активний рух до федералізації Європейського Союзу, із запровадженням символів та інститутів, зазвичай зарезервованих для суверенних держав, таких як громадянство, спільна валюта (використовується 19 з 27 членів), прапор, гімн і девіз (In Varietate Concordia, "United in Diversity"). Спроба запровадити європейську конституцію була зроблена в 2004 році, але її не вдалося ратифікувати; натомість Лісабонський договір був підписаний у 2007 році з метою порятунку деяких реформ, передбачених конституцією.
Дебати щодо доцільности та бажаности "загальноєвропейської ідентичности" або "європейської ідентичности" проходили паралельно з цим процесом політичної інтеграції. Можлива майбутня "європейська ідентичність" розглядається в кращому випадку як один із аспектів "багатогранної ідентичности", що все ще включає національну або регіональну лояльність. Два автори, які писали в 1998 р., Дійшли висновку, що "в короткостроковій перспективі, здається, вплив цього проєкту [європейської інтеграції] впливатиме на європейську ідентичність лише в певних обмежених нішах і дуже скромно. Сумнівно, чи це допоможе забезпечити безперебійний процес постійної європейської інтеграції та успішно вирішити проблеми мультикультурного європейського суспільства "  Навіть у той час розвиток спільної європейської ідентичности розглядався скоріше як побічний продукт, ніж головна мета процесу європейської інтеграції, хоча це активно сприяло як органами ЄУ, так і неурядовими ініціативами, такими як Директорат -Генерал з питань освіти та культури Європейської комісії.   З ростом скептицизму в ЄУ та протистояння продовженню європейської інтеграції на початку 2010-х років доцільність та бажаність такої «європейської ідентичности» ставиться під сумнів. 

## Історія пан'європейства
Загальноєвропейство, яке виникло внаслідок Першої світової війни, виводило відчуття європейської ідентичности з ідеї спільної історії, прийнятої як джерело набору фундаментальних "європейських цінностей". 
Зазвичай  „спільна історія“ включає поєднання Стародавньої Греції та Стародавнього Риму, феодалізму середньовіччя, Ганзи, Відродження, епохи Просвітництва, лібералізму 19 століття та різних форм соціалізму, християнства та секуляризму, колоніалізм та світові війни.
Найстаріше Європейський рух об'єднання є Пан'європейський, заснований в 1923 році з офіційним оголошенням про Ріхард тлі Куденхов-Калергі «s книги Paneuropa, який також став її першим президентом (1926-1972), а потім Отто фон Габсбург (1973-2004) і Ален Терренуар (з 2004). Цей рух ініціював та підтримав " інтеграційний процес ", який проводився після Другої світової війни, що врешті призвело до утворення Європейського Союзу. До відомих "паневропеїстів" належать Конрад Аденауер, Роберт Шуман та Альсіде Де Гаспері.

## Європейські цінності
Особливо у Франції "європейська ідея" (l'idée d'Europe) асоціюється з політичними цінностями, похідними від епохи Просвітництва та республіканства, що виросли внаслідок Французької революції та Революцій 1848 р., А не з особистою чи індивідуальною ідентичністю за культурою чи етнічною приналежністю (не кажучи вже про «загальноєвропейську» конструкцію, що включає ті райони континенту, на які ніколи не впливав раціоналізм чи республіканізм 18 століття). 
Вираз "європейські цінності" виникає як політичний неологізм у 1980-х роках у контексті проєкту європейської інтеграції та майбутнього утворення Європейського Союзу. Цю фразу популяризувало Європейське дослідження цінностей - довгострокова дослідницька програма, розпочата в 1981 році, яка мала на меті задокументувати світогляд "основних людських цінностей" серед європейських груп. Проєкт виріс із дослідницької групи з питань "цінностей та соціальних змін у Європі", ініційованої Яном Керхофсом та Руудом де Моором (Католицький університет у Тілбурзі).  Твердження про те, що жителі Європи мають особливий набір політичних, економічних та соціальних норм і цінностей, які поступово витісняють національні цінності, також було названо Маккорміком (2010). 
"Європейські цінности" були протиставлені неєвропейським цінностям у міжнародних відносинах, особливо в дихотомії Схід - Захід, "європейські цінності", що охоплюють індивідуалізм та ідею прав людини, на відміну від східних тенденцій колективізму. Однак "європейські цінності" також розглядались критично, їх "темна" сторона не обов'язково вела до більш мирних результатів у міжнародних відносинах. 
Асоціація "європейських цінностей" з європейською інтеграцією, яку переслідує Європейський Союз, вийшла на перший план із розширенням Сходу ЄУ після " холодної війни". 
У Лісабонському договорі (2007 р.) У статті 2 перераховано низку "цінностей Союзу", зокрема "повага до свободи, демократія, рівність, верховенство права та повага до прав людини, включаючи права осіб, що належать до меншин ", посилаючись на "суспільство, в якому панують плюралізм, недискримінація, толерантність, справедливість, солідарність та рівність між жінками та чоловіками ". 
Опитування Євробарометра 2012 року показало, що 49% опитаних описують країни-члени ЄУ як "близькі" з точки зору "спільних цінностей" (у порівнянні з 54% у 2008 році), 42% описують їх як "різні" (проти 34% у 2008). 

## Фактори ідентичности
Довго було предметом дискусій    щоб дізнатись, чи поділяло це почуття приналежности більшість європейців, географічно кажучи, та силу цього почуття.
Також ведуться дискусії щодо питання об'єктивних факторів або "європейськості". Підхід  підкреслює, як для того, щоб бути європейцем, людині принаймні потрібно було б:
- бути громадянином держави, розташованої за домовленістю, щоб бути географічно в межах Європи;
- розмовляти мовою, яка офіційно прийнята однією з офіційних мов цієї держави;
- ділитися історичною долею з іншими людьми в межах цієї держави, що говорять на згаданій мові;
- поділяти культурний зразок з іншими такими людьми, де культурний зразок розглядається як такий, що складається з подібних когнітивних, оціночних та емоційних елементів ".

Зазвичай чотири кроки розглядаються як умови побудови культурної та політичної ідентичности:
- Визнання "Я", відмінного від інших, "них".
- Визнання того, що це "Я", ця "ідентифікація" протиставляється "їм". Для того, щоб ідентичність процвітала, має бути виклик, конкурентна перевага або конфлікт інтересів.
- Встановлення окремої політичної ідентичности передбачає когнітивне спрощення світу, де більшість подій трактується у подвійних категоріях, таких як "європейський" проти "неевропейський".
- Встановлення спільних очікуваних і бажаних цілей. Такі цілі можуть бути розроблені як утопічні системи або моделі, такі як федералістські та конфедералістські концепції нового європейського порядку, або як часткові робочі рішення для прагматично відчуваних потреб, таких як ті, що постулюються неофункціоналістами.

Однією з чітко сформульованих політичних цілей Європейського Союзу є поглиблення почуття європейської ідентичности. 

## Культурно-мовна ідентичність
Визначення європейської ідентичности - це дуже складний процес. Зовні "європейство" було б важливим для китайців чи американців, але на внутрішньому плані географії недостатньо, щоб визначити Європу в очах європейців. За словами Жана Батіста Дюроселя,  "з часів думки чоловіків було величезне різноманіття Європи". Пол Валері наводить три основні спадщини для визначення європейської ідентичности : грецька демократія, римський закон та іудео-християнські традиції.  Однак Еммануель Берл  критикує цю тезу як редукційну, оскільки вона передбачає рівень "європейськості", що зменшується для Заходу на Схід. За його словами, Європа змінює форму, і жодна культура історично не переважає іншу, а європейський іслам, який стосується близько 8% населення, є однією з багатьох сторін європейської ідентичности.

### Опитування Євробарометра щодо ідентичности
Опитування Євробарометра показують, що європейська та національна ідентичність, як правило, додає, а не виключає себе. У 2009 році 3 французи з 5 почувались французами та європейцями, і це почуття панувало в кожній соціально-політичній групі, крім прихильників Національного фронту. Проте ця тенденція не є однорідною в географічному відношенні: 63% британців висловилися за свої єдині національности (що було одним із головних пояснень голосування за Brexit) проти 27% люксембуржців. Під час цих опитувань респондентів запитують, які поняття вони спонтанно асоціюють з ЄУ. Демократія, права людини, свобода пересування та євро є найбільш цитованими. Існують розбіжности між поколіннями: ті, хто знав війну безпосередньо або за переказами батьків, згадують про мир, тоді як молодші викликають ринкову економіку. Ідея про те, що ідентичність будується внаслідок протидії іншим групам, також підтверджується, оскільки 60% європейців заявляють, що вони радше або повністю погоджуються з ідеєю, що "порівняно з іншими континентами, набагато простіше зрозуміти, що спільного у європейців з точки зору цінностей " 

### Мовна різноманітність
П’ять мов мають понад 50 мільйонів носіїв мови в Європі: російську, німецьку, французьку, італійську та англійську. Хоча російська мова має найбільшу кількість носіїв мови (більше 100 мільйонів у Європі), англійська мова має найбільшу кількість носіїв загалом, включаючи близько 200 мільйонів носіїв англійської як другої мови.  Остаточного звіту про всі європейські мови немає, але єдиний ЄУ визнає 24 офіційні мови. Для деяких мовна різноманітність є складовою європейської ідентичности. 

## У популярній культурі
Аспекти формується "європейської ідентичности" в популярній культурі можна побачити у введенні "загальноєвропейських" змагань, таких як Євробачення (з 1956 р.), Чемпіонат Європи УЄФА (з 1958 р.) Або, нещодавно, Європейський Ігри (2015). У цих змаганнях все ще змагаються між собою команди або представники окремих націй Європи, але "європейська ідентичність", як багато хто стверджував, походить із визначення поняття "європейські" учасники (часто визначені нечітко, наприклад, включаючи Марокко, Ізраїль та Австралія у випадку Євробачення), а також поява "культурних обрядів", пов'язаних з цими подіями.  У 1990-х та 2000-х роках участь у Євробаченні певною мірою сприймалася як політично значуще підтвердження державности та "приналежности до Європи" незалежними на той час націями Східної Європи. 
Загальноєвропейські заходи, не організовані за національним зразком, включають Європейські кінопремії, які щороку вручаються з 1988 року Європейською кіноакадемією для визнання досконалості європейських кінематографічних досягнень. Нагороди присуджуються у понад десяти категоріях, серед яких найважливішим є фільм року. Вони обмежені європейським кіно та європейськими продюсерами, режисерами та акторами. 
Змагання з гольфу на Кубку Райдера - це дворічна подія, спочатку між британською та американською командами, але з 1979 року гравці континентальної Європи допускаються до формування "команди Європи". Прапор Європи використовувався для представлення "команди Європи" з 1991 року, але, як повідомляється, більшість європейських учасників воліли використовувати власні національні прапори.  Також були спроби використовувати популярну культуру для пропаганди "ідентифікації з ЄУ" від імені самого ЄУ. Ці спроби виявились суперечливими. У 1997 році Європейська комісія розповсюдила комікс під назвою " Війна з морозивом з малиновим", призначений для дітей у школах. Офіс ЄУ у Лондоні відмовився розповсюджувати це у Великій Британії через очікуваний несимпатичний прийом таких поглядів.   Капітан Євро, талісман європейського супергероя з мультфільму, був розроблений у 1990-х роках брендинговим стратегом Ніколасом Де Сантісом для підтримки запуску валюти євро.    У 2014 році лондонський аналітичний центр Gold Mercury International запустив Центр ЄУ Brand, з метою вирішення кризи ідентичности в Європі та створення сильного бренду Європи.   Були пропозиції   створити Європейську олімпійську команду, яка розірвала б діючу організацію через Національні олімпійські комітети.  У 2007 році президент Єврокомісії Романо Проді запропонував командам ЄУ нести європейський прапор поряд із національним прапором на літніх Олімпійських іграх 2008 року - пропозиція, яка викликала гнів євроскептиків.   Згідно з опитуваннями Євробарометра, лише 5% респондентів вважають, що європейська олімпійська команда змусить їх почувати себе більше "європейським громадянином". 

## Інституційні дії з просування європейської ідентичности
Європейські інституції зробили кілька конкретних спроб підкріпити дві речі: зміст ідентичности (що таке Європа у свідомості людей?) Та формування ідентичности (що змушує людей відчувати себе європейцями?).  Розширення доменного імені.eu було представлено в 2005 році як новий символ ідентичности Європейського Союзу у Всесвітній павутині. Вступна кампанія домену.eu спеціально використовує слоган "Ваша європейська ідентичність". Реєстранти повинні знаходитись в межах Європейського Союзу.

### Прямі політики
Що стосується культурного плану, Європейський Союз розпочав політику в 70-х роках з директивою "Телебачення без кордонів", яка дозволяла вільну торгівлю телевізійними програмами та гарантувала більше половини ефірного часу європейським операм.  Програма культури фінансує інші культурні заходи з метою зміцнення європейської спільної ідентичности. Європейський союз також ставка на символах : на прапорі, тим гімн (« Ода до радості " з остаточного руху з Бетховена 9 симфонії), девіз " У varietate Конкордії », два Європа дня. Організовуються великі культурні об’єднавчі заходи, наприклад, дні європейської спадщини або вибори столиці культури. Молодіжна мобільність заохочується з моменту запуску програми Еразмус у 1987 р., Яка дозволила студентам поїхати до 33 європейських країн.
Також було вирішено проблему комунікації, щоб зробити європейський проєкт більш зрозумілим для 500 мільйонів громадян 24 мовами: у 2004 році перший віце-президент Комісії має портфоліо Комунікаційної стратегії. Спільні цінности підтверджуються судовим позовом Європейського суду з прав людини. Пов’язано з цим, Європейський Союз фінансує багато опитувань (таких як Євробарометр) та наукових досліджень, щоб поліпшити свою політику формування особистості. Колекція таких досліджень - це, наприклад, розвиток європейської ідентичности / ідентичности : Незакінчений бізнес 

## Межі європейської ідентичности
Як і кожна соціологічна ідентичність, європейська ідентичність визначається не стільки своїм змістом, скільки своїми межами.  Сьогодні ведуться бурхливі політичні дискусії щодо того, дозволити чи не дозволити іммігрантам приїжджати до Європи, і за якими критеріями. Дискусія також ведеться про те, чи інтегрувати чи асимілювати людей, які походять з дуже різних культур, і як це зробити. Зараз багато європейських правих політиків  відстоюють бачення європейської ідентичности (яку часто розглядають як білу та християнську) як цитаделі, якій загрожує імміграція, і, отже, її потрібно захищати жорсткішою політикою щодо цього питання. Новий ультраправий рух навіть охрестив себе ідентицистами. Їхні супротивники часто кажуть, що це бачення Європи є расистським  і що символічно виключає людей, які вже є європейцями за законом.
Географічні визначення Європи, схоже, вже не є предметом обговорення,  але питання європейської ідентичности виникає стосовно країн, які також є географічно частиною Азії, таких як Росія чи Туреччина. Питання також виникає, коли мова йде про європейські території за межами (географічної) Європи, такі як французькі заморські департаменти. Наприклад, французькі Гвіани є європейськими громадянами, хоча вони народились і живуть у Південній Америці.

## Критика
Ризик, що визначає європейську ідентичність, полягає у відриві від інших культур, які не відповідають заздалегідь визначеним критеріям. Щоб зіткнутися з цією складністю, необхідна невизначеність: Лісабонський договір згадує, наприклад, "культурну, релігійну та гуманістичну спадщину".  Більше того, було б ілюзорним нав'язувати принцип культурної однорідности державам з різною національною ідентичністю. Жан-Марк Феррі вважає  що європейське будівництво розвинуло нову диференціацію, наприклад, між громадянством та національністю, із народженням пост-національного громадянства  у 1992 році. За словами Раймонда Арона,  будівництво може передувати європейським настроям, але останнє є важливим, щоб уникнути вигаданої Європи, Європи, яка була б лише безглуздим словом, у якому люди не впізнають себе. Цю ідею підтримує Жак Делор, який у 1992 р. Написав, що це потрібно, щоб "надати Європі душу, (...) духовність, сенс" поза простими економічними та адміністративними реаліями. 

## Подальше читання
- Дедман, Мартін. Витоки та розвиток Європейського Союзу 1945-1995 рр.: історія європейської інтеграції (Routledge, 2006).
- Де Фріз, Кетрін Е. "Не згадуйте війну! Пам'ять про Другу світову війну та підтримка європейського співробітництва ". JCMS: Journal of Common Market Studies (2019).
- Дінан, Десмонд. Перероблена Європа: історія Європейського Союзу (2-е вид. Палгрейв Макміллан), уривок 2004 р.
- Грегоріні, Джованні. "Цінність праці. МОП та процес європейської економічної інтеграції протягом 1950-х ". Журнал європейської економічної історії 46.3 (2017): 51–91.
- Хойзер, Беатріче. Брекзит в історії: суверенітет чи Європейський Союз? (2019) уривок також дивіться онлайн-огляд
- Кайзер, Вольфрам та Антоніо Варсорі, ред. Історія Європейського Союзу: теми та дискусії (Springer, 2010).
- Патель, Кіран Клаус та Вольфрам Кайзер. "Наступність та зміни у європейській співпраці протягом ХХ століття". Сучасна європейська історія 27.2 (2018): 165–182. онлайн
- Schmale, Wolfgang, Europe as a reference reference and value system, EGO - European History Online, Mainz: Institute of European History, 2010, отримано: 4 березня 2020 (pdf).